# Пауль Гербігер
Па́уль Ге́рбігер (нім. Paul Hörbigerⓘ; 29 квітня 1894, Будапешт, Австро-Угорщина, нині Угорщина — 5 березня 1981, Відень, Австрія) — австрійський театральний та кіноактор.

## Біографія
Пауль Гербігер народився 29 квітня 1894 року в Будапешті, на той час — Австро-Угорщина, в сім'ї інженера Ганса Гербігера, основоположника доктрини вічного льоду. Він є братом актора Аттіли Гербігера і дядьком акторок Елізабет Орт, Крістіани і Мареси Гербігер.
1902 року родина переїхала до Відня. По закінченні навчання в гімназії, Паууль Гербігер вирушив в 1914 році добровольцем на фронт і служив у полку гірської артилерії. Неодноразово нагороджений, він 1 листопада 1918 року отримав звання старшого лейтенанта.
Після війни Гербігер навчався в Драматичній школі Отто (нім. Schauspielschule Otto) у Відні та почав театральну кар'єру в 1919 році в міському театрі богемського Райгенберга, а в 1920—1926 роках служив у празькому Німецькому театрі. Переломним моментом у кар'єрі Пауля Гербігера стало його запрошення Максом Рейнгардтом до трупи Німецького театру в Берліні. Тут Пауль Гербігер пропрацював з 1926 до 1940 року.
У 1930-і роки з приходом звукового кіно Пауль Гербігер став одним з найпопулярніших німецькомовних акторів. У своїх ролях він утілював тип доброзичливих і життєрадісних людей. Прекрасним партнером Гербігеру став Ганс Мозер. У 1940—1943 роках Пауль Гербігер працював у віденському Бурґтеатрі. На Зальцбурзьком музичному фестивалі 1943 року Пауль Гербігер виступив в ролі Папагено в «Чарівній флейті» Моцарта, а його партнеркою стала Густі Губер. У 1936 році Гербігер разом з Є. В. Емо та австрійським консулом Карлом Кюнцелем заснував у Берліні кіностудію Algefa-Film.
Після аншлюсу Австрії Пауль Гербігер, як і багато інших австрійських діячів мистецтва, брав участь у пропагандистських заходах націонал-соціалістів, закликаючи брати участь в референдумі. Проте, Гербігер допомагав багатьом своїм колегам єврейського походження втекти до Швейцарії. У 1945 році Пауль Гербігер був заарештований і засуджений до страти за державну зраду. BBC повідомляла навіть про його смерть.
По війні Пауль Гербігер продовжив акторську кар'єру і був дуже популярним у 1950-і роки. У цей період були зняті з його участю «Третя людина», «Викрадення сабінянок», «Молоді роки королеви» режисера Ернста Маришки, «Тітка Чарлея». У 1947—1949 роках Гербігер очолював віденський футбольний клуб Ферст Вієнна.
Від середини 1960-х років Пауль Гербігер працював переважно в театрі та знімався на телебаченні. У 1980 році відбулася прем'єра останнього спектаклю за участю Пауля Гербігера — «Комедія марнославства» Еліаса Канетті.

## Особисте життя
У 1921 році Пауль Гербігер одружився з акторкою Йозефою Піппою Гетке. Діти: Крістль (нар. 1922), Гансі (1926—1929), Моніка (нар. 1930; мати Крістіана Траміца та Томаса Гербігера, батька Меві Гербігер).

## Фільмографія (вибіркова)
| Рік  |   | Українська назва                | Оригінальна назва                     | Роль                                       |
| ---- | - | ------------------------------- | ------------------------------------- | ------------------------------------------ |
| 1928 | ф | Шість дівчат шукають притулку   | Sechs Mädchen suchen Nachtquartier    |                                            |
| 1928 | ф | Шпигуни                         | Spione                                | водій Франц                                |
| 1928 | ф | Велика мандрівниця              | Die große Abenteuerin                 |                                            |
| 1928 | ф | Шоу життя                       | Schmutziges Geld                      | Сем                                        |
| 1928 | ф | Галантний гусар                 | Der fesche Husar                      | барон фон Корпорецький                     |
| 1928 | ф | Витівки графині                 | Die tolle Komtess                     | перукар Козе                               |
| 1929 | ф | Асфальт                         | Asphalt                               | злодій                                     |
| 1929 | ф | Та жінка, яку любить кожен      | Die Frau, die jeder liebt, bist du!   | Дорстелайн                                 |
| 1929 | ф | Мебльовані кімнати              | Möblierte Zimmer                      | Калиновський                               |
| 1930 | ф | Два серця у три чверті такту    | Zwei Herzen im Dreiviertel-Takt       | Фердинанд, кучер                           |
| 1931 | ф | Грок                            | Grock                                 | незграбний шукач грошей                    |
| 1931 | ф | Її високість наказує            | Ihre Hoheit befiehlt                  | детектив Піпак                             |
| 1931 | ф | Донощик                         | Der Zinker                            | Жозуа Гаррас, репортер                     |
| 1931 | ф | Веселий конгрес                 | Der Kongreß tanzt                     | Heurigen Singer                            |
| 1932 | ф | Таку дівчину не забувають       | So ein Mädel vergißt man nicht        | директор Леопольд Шрадер                   |
| 1932 | ф | Петер Фосс, який вкрав мільйони | Peter Voss, der Millionendieb         | Боббі Додд                                 |
| 1932 | ф | Квік                            | Quick                                 | Ладеманн, менеджер                         |
| 1932 | ф | Два щасливі дні                 | Zwei glückliche Tage                  | Пепі Фрейзінгер                            |
| 1932 | ф | Білява мрія                     | Ein blonder Traum                     | опудало                                    |
| 1932 | ф | Тренк                           | Trenck - Der Roman einer großen Liebe | Льовенвальде, Президент австрійського суду |
| 1932 | ф | Фредеріка                       | Friederike                            | пастор Бріон                               |
| 1932 | ф | Паприка                         | Paprika                               | доктор Пауль Шредер                        |
| 1932 | ф | Таємниця Йоганна Орта           | Das Geheimnis um Johann Orth          | Ланік                                      |
| 1933 | ф | Два хороші друзі                | Zwei gute Kameraden                   | Фріц Леманн                                |
| 1933 | ф | Гра в кохання                   | Liebelei                              | старий Вейрінг, камерний музикант          |
| 1933 | ф | Пісня для тебе                  | Ein Lied für dich                     | Шиндлер                                    |
| 1933 | ф | Повернення у щастя              | Heimkehr ins Glück                    | Карл Ґрубер                                |
| 1933 | ф | Поцілунок від Вероніки          | Gruß und Kuß — Veronika               | Пауль Райнер                               |
| 1933 | ф | Війна вальсів                   | Walzerkrieg                           | Йозеф Лайнер                               |
| 1933 | ф | Скандал у Будапешті             | Skandal in Budapest                   | Пауль Мюррей                               |
| 1934 | ф | Корольова Чардашу               | Die Czardasfürstin                    | Фері фон Керекеш                           |
| 1934 | ф | Весняний парад                  | Frühjahrsparade                       | кайзер Франц Йозеф                         |
| 1935 | ф | Королівський вальс              | Königswalzer                          | Король Баварії Макс II                     |
| 1936 | ф | Його дочка — Петер              | Seine Tochter ist der Peter           | доктор Фелікс Сандхофер                    |
| 1936 | ф | Пісня візника                   | Fiakerlied                            | Фердинанд Стродль, таксист                 |
| 1936 | ф | Бродяги                         | Lumpacivagabundus                     | Lumpazivagabundus, Knieriem                |
| 1937 | ф | Флорентіна                      | Florentine                            | Петер Руссель, карітан «Флорентіни»        |
| 1938 | ф | Мелодії вальсу                  | Immer wenn ich glücklich bin..!       | Йозеф «Пепі» Рейнгольд, директор театру    |
| 1938 | ф | Вітчизна                        | Heimat                                | Франц Геффердінгк                          |
| 1938 | ф | Флірт і кохання                 | Liebelei und Liebe                    | Александр Сеттегаст, кухар                 |
| 1938 | ф | Блакитна лисиця                 | Der Blaufuchs                         | Стефан Паулюс                              |
| 1939 | ф | Принцеса Сіссі                  | Prinzessin Sissy                      | Герцог баварський Макс                     |
| 1939 | ф | Я Себастьян Отт                 | Ich bin Sebastian Ott                 | Бауманн                                    |
| 1939 | ф | Безсмертний вальс               | Unsterblicher Walzer                  | Йоганн Штраус, батько                      |
| 1939 | ф | Кітті та міжнародна конференція | Kitty und die Weltkonferenz           | Губер                                      |
| 1939 | ф | Помилка дипломата               | Maria Ilona                           | Фердинанд V, кайзер Австрії                |
| 1939 | ф | Материнська любов               | Mutterliebe                           | нотаріус доктор Коблмюллер                 |
| 1939 | ф | Бал в опері                     | Opernball                             | Георг Даннгаузер                           |
| 1940 | ф | Віденські казки                 | Wiener G'schichten                    | Фердинанд                                  |
| 1940 | ф | Милий Августин                  | Der liebe Augustin                    | шановний Августин                          |
| 1940 | ф | Оперета                         | Operette                              | Георг Даннгаузер                           |
| 1942 | ф | Велике кохання                  | Die große Liebe                       | Рудницький                                 |
| 1942 | ф | Моцарт                          | Wen die Götter lieben                 | фон Страк                                  |
| 1943 | ф | Смійся, блазню!                 | I pagliacci                           | Каніо                                      |
| 1943 | ф | Де моя дочка?                   | Lache Bajazzo                         | Каніо                                      |
| 1944 | ф | Віденський квартет              | Schrammeln                            | Ганс Шраммель                              |
| 1947 | ф | Друга молодість                 | Der Hofrat Geiger                     | радник Франц Гейгер                        |
| 1948 | ф | Віденська кавалькада            | Der Engel mit der Posaune             | Отто Ебергард Альт                         |
| 1949 | ф | Третя людина                    | The Third Man                         | Карл, портьє Гаррі                         |
| 1950 | ф | Ніч в окремому кабінеті         | Eine Nacht im Separee                 | Фердинанд граф Лільєнштайн                 |
| 1950 | ф | Епілог. Таємниця Орпліда        | Epilog: Das Geheimnis der Orplid      | Муз-клоун «The Great Teatch»               |
| 1951 | ф | Диявольський план               | Der Teufel führt Regie                | П'єр Дарсі                                 |
| 1951 | ф | Служниця Вероніка               | Veronika, die Magd                    | Янсен                                      |
| 1951 | ф | Веселий селянин                 | Der fidele Bauer                      | Матіас Шейгелройтер                        |
| 1952 | ф | Країна посмішок                 | Das Land des Lächelns                 | професор Фердинанд Ліхт                    |
| 1952 | ф | Перше квітня 2000 року          | 1. April 2000                         | Августин                                   |
| 1953 | ф | Фіакерміллі                     | Die Fiakermilli                       | Гонігбергер, піаніст                       |
| 1953 | ф | Троянда Стамбулу                | Die Rose von Stambul                  | Мехмед-паша                                |
| 1953 | ф | Молоде серце повне любові       | Junges Herz voll Liebe                | Landesstallmeister                         |
| 1953 | ф | Пагорб полководців              | Der Feldherrnhügel                    | полковник Лейкфельд                        |
| 1954 | ф | Викрадення сабінянок            | Der Raub der Sabinerinnen             | професор Мартін Ґолвіц                     |
| 1954 | ф | Молоді роки королеви            | Mädchenjahre einer Königin            | професор Ландманн                          |
| 1954 | ф | Циганський барон                | Baron Tzigane                         | Барінкай                                   |
| 1955 | ф | Місто повне таємниць            | Die Stadt ist voller Geheimnisse      | Герберт Кляйн                              |
| 1955 | ф | На прекрасному блакитному Дунаї | An der schönen blauen Donau           | Шредер                                     |
| 1955 | ф | Марш для імператора             | Die Deutschmeister                    | кайзер Франц Йозеф                         |
| 1955 | ф | Мій Леопольд                    | Mein Leopold                          | Готліб Вейгельд                            |
| 1956 | ф | Тітка Чарлея                    | Charleys Tante                        | Август Саллманн                            |
| 1956 | ф | Врятуйте, вона мене кохає!      | Hilfe — sie liebt mich                | Брозель, працівник «Туриста»               |
| 1956 | ф | Підлість і волоцюзтво           | Lumpazivagabundus                     | Август Кнірім                              |
| 1957 | ф | Відень, місто моєї мрії         | Wien, du Stadt meiner Träume          | панотець Ленерт                            |
| 1958 | ф | Женихи                          | Heiratskandidaten                     | Фердинанд Гаслінгер                        |
| 1958 | ф | Алло таксі                      | Hallo Taxi                            | Франц Шварцль                              |
| 1958 | ф | Славний старий марш Радецького  | Hoch klingt der Radetzkymarsch        | генерал-фельдмаршал Радецький              |
| 1958 | ф | Себастьян Кнайп                 | Sebastian Kneipp                      | ерцгерцог Йозеф                            |
| 1960 | ф | Сабина і сто чоловіків          | Sabine und die hundert Männer         | Шульц                                      |
| 1961 | ф | Купи собі кольорову кульку      | Kauf dir einen bunten Luftballon      | професор Енгельберт                        |
| 1961 | ф | А ти, кицько, залишайся тут     | ...und du, mein Schatz, bleibst hier  | Бергер                                     |
| 1961 | ф | Органний майстер Святої Марії   | Der Orgelbauer von St. Marien         | Франц Бургманн та Йозеф Бургманн           |
| 1962 | ф | Три любовні листи з Тіроля      | Drei Liebesbriefe aus Tirol           | доктор Франц                               |
| 1963 | ф | Відпочинок від себе             | Ferien vom Ich                        | Блюмхен                                    |
| 1964 | ф | Цьому я навчився від тата       | Das hab ich von Papa gelernt          | Джуліус Кнакерт                            |
| 1964 | ф | Хепі-енд на Вертерзеє           | Happy-End am Wörthersee               | Северин Петерманн                          |
| 1965 | ф | Це мій Відень                   | Das ist mein Wien                     |                                            |
| 1970 | с | Місце злочину                   | Tatort                                | старий Вібераль                            |

## Визнання
| Нагороди та номінації Пауля Гербігера | Нагороди та номінації Пауля Гербігера                                                      | Нагороди та номінації Пауля Гербігера                                                      | Нагороди та номінації Пауля Гербігера |
| Рік                                   | Категорія                                                                                  | Фільм                                                                                      | Результат                             |
| ------------------------------------- | ------------------------------------------------------------------------------------------ | ------------------------------------------------------------------------------------------ | ------------------------------------- |
| Німецька кінопремія                   |                                                                                            |                                                                                            |                                       |
| 1969                                  | Почесна премія (За його особистий внесок у німецький кінематограф упродовж багатьох років) | Почесна премія (За його особистий внесок у німецький кінематограф упродовж багатьох років) | Перемога                              |